# Ичиджи Отани
Ичиджи Отани (на японски: 大谷 一二) е японски футболист.

## Национален отбор
Записал е и 3 мача за националния отбор на Япония.
| Япония | Япония | Япония |
| Година | Мачове | Голове |
| ------ | ------ | ------ |
| 1934   | 3      | 1      |
| Общо   | 3      | 1      |